# Rhythmbox
Rhythmbox e музикален плейър за слушане и организиране на дигитална музика. Програмата е свободен софтуер с отворен код, разработен за работа под графичната среда на GNOME, въпреки че се изпълнява и на други графични среди.

## Възможности
Изпълнението на музика е възможно от различни източници. Най-често използваният е изпълнението на музикални файлове, които се съхраняват на компютъра. Програмата може да изпълнява и музика от интернет радио и подкасти.
Потребителят има възможността да създава и плейлисти за съхраняване и изпълнение на музика. Съществуват и така наречените „умни плейлисти“, които потребителят може да зададе да се обновяват автоматично.
Музиката в програмата може да се изпълнява по предназначен ред, разбъркано или да се повтаря. Възможно е да се направи настройка песните да се изпълняват без пауза между тях, стига формата на файловете да поддържа тази опция.
Музикалните файлове в програмата могат да се добавят директно от хард диска на компютъра, чрез CD/DVD или чрез IPod. Програмата поддържа и опцията за запис на музикални дискове и качване и сваляне на музика от IPod (в зависимост от версията на софтуера му).
От версия 0.9.5 програмата поддържа функции за показване на обложката на албума, от който е изпълняваната песен, както и показването на текста на песента.
От версия 0.9.6 се поддържа и изпълнението на музикални потоци от Last.fm, Libre.fm и Jamendo.
Операционната система Ubuntu се предлага с Rhythmbox като основен музикален плеър от версия 12.04 насам.